# Gescher (1996)
Gescher (hebräisch גֶּשֶׁר, lit. Brücke), offiziell Gescher – Nationale Soziale Bewegung (hebräisch גשר - תנועה חברתית לאומית, Gesher – Tenu’a Chevratit Le’umit) war eine israelische Partei und bestand von 1996 bis 2003. Die Partei wurde am 11. März 1996 gegründet, den Parteivorsitz hatte David Levy. Sie war eine Splitterpartei des Likud.
In der Knesset waren folgende Abgeordnete für die Partei Gescher: Mitglieder der 13. Knesset 1996 waren David Levy und David Magen, nachdem sie den Likud verlassen hatten. Mitglieder der 14. Knesset von 1996 bis 1999 waren Yehuda Lancry, David und Maxim Levy und von 1999 bis 2003 waren David und Maxim Levy sowie Mordechai Mishani für Gescher Mitglieder der 15. Knesset.